# Newbiggin (Cumbria)
Newbiggin is een civil parish in het bestuurlijke gebied Eden, in het Engelse graafschap Cumbria. In 2001 telde het dorp 96 inwoners.